# マリオ・キンデラン
マリオ・セサール・キンデラン・メサ（Mario César Kindelán Mesa、1971年8月10日 - ）は、キューバのボクサー。オルギン州オルギン出身。身長165cm・体重60kg。野球選手のオレステス・キンデランは従兄弟。

## 経歴
1999年のパンアメリカン大会にライト級で出場し金メダルを獲得、その年のキューバ最優秀ボクサーに選ばれる。その後、2000年シドニーオリンピックライト級で金メダルを獲得。その後も2001年、2003年のパンアメリカン大会、2004年アテネオリンピックライト級でも決勝でアミール・カーンを破り2大会連続の金メダルを獲得した。
2005年5月、アミール・カーンの故郷イングランド・ボルトンで再戦し、判定負け。この試合を最後に34歳で引退した。